# Siraitia
Siraitia é um género botânico pertencente à família Cucurbitaceae. 

## Espécies
| - Siraitia africana - Siraitia borneensis - Siraitia grosvenorii - Siraitia siamensis | - Siraitia sikkimensis - Siraitia silomaradjae - Siraitia taiwaniana |